# Бутадиен
Бутадие́н-1,3 (дивини́л, бу́та-1,3-дие́н) {\displaystyle {\ce {CH2=CH-CH=CH2}}} — ненасыщенный углеводород, простейший представитель сопряжённых диеновых углеводородов. 

## Физические свойства
Бутадиен — газ с характерным неприятным запахом. Малорастворим в воде, хорошо растворим в бензоле, диэтиловом эфире, плохо растворим в метаноле и этаноле.
Молекулы 1,3-бутадиена могут находиться в s-цис- и s-транс-конформациях, причём последняя является преобладающей (93—97 %):

## Химические свойства
Бутадиен склонен к полимеризации, легко окисляется воздухом с образованием перекисных соединений, ускоряющих полимеризацию. В воздухе с концентрацией 1,6—10,8 % об. образует взрывоопасную смесь.
1,3-бутадиен является типичным бутадиеновым углеводородом и обладает высокой реакционной способностью. Легко вступает в реакции полимеризации, в том числе с другими непредельными соединениями — реакции сополимеризации (стиролом, эфирами и нитрилами акриловой и метакриловой кислот, изопреном, изобутиленом и др.). По двойной связи бутадиен присоединяет молекулы водорода, галогенов и галогеноводородов.

## Получение
Бутадиен можно синтезировать по реакции, изученной Сергеем Лебедевым пропусканием этилового спирта через катализатор из оксидов металлов при температуре 400—450 °C:

2 CH_{3}CH_{2}OH → CH_{2}=CH−CH=CH_{2} + 2 H_{2}O + H_{2}

Другой способ получения бутадиена с использованием в качестве сырья этилового спирта — реакция, предложенная Иваном Остромысленским, взаимодействием уксусного альдегида (ацетальдегида) и этилового спирта на пористом катализаторе, покрытым танталом при температуре 325—350 °C, сам ацетальдегид получают также из этилового спирта на предварительной стадии:

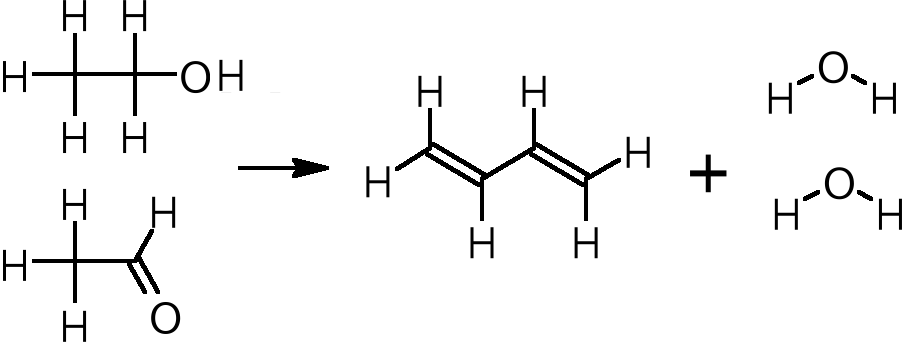
CH_{3}CH_{2}OH + CH_{3}CHO → CH_{2}=CH−CH=CH_{2} + 2 H_{2}O

Оба способа теперь в промышленности применяются ограниченно, в нефтехимической промышленности основной способ получения бутадиена — дегидрирование бутана на оксидных алюмохромовых катализаторах либо его пиролиз:
{\displaystyle {\mathsf {CH_{3}{\text{-}}CH_{2}{\text{-}}CH_{2}{\text{-}}CH_{3}{\xrightarrow[{}]{Cr_{2}O_{3}}}CH_{2}{\text{=}}CH{\text{-}}CH{\text{=}}CH_{2}+2H_{2}}}}

## Применение
- Полимеризацией бутадиена получают синтетические каучуки.
- Сополимеризацией бутадиена с акрилонитрилом и стиролом получают АБС-пластик.